# アーサー・マッカーサー4世
アーサー・マッカーサー4世（Arthur MacArthur IV、1938年2月21日 - ）は、アメリカ合衆国のジャズ・ピアニスト。父は、日本占領時の連合軍最高司令官でアメリカ合衆国陸軍元帥で名誉勲章受章者のダグラス・マッカーサーである。

## 経歴

### 誕生・幼少時
1938年2月21日、フィリピンのマニラで生まれる。このとき父ダグラスは58歳で、アメリカ陸軍を退役し、フィリピンに在住していた。両親の間に他に子はなかった。フィリピンで育ち、洗礼も当時父が建物の最上階を丸ごと住居としていたマニラホテルで受けた。
アーサー・マッカーサー3世は父方の伯父であり、彼が生まれる前の1923年12月2日に病死している。アーサー3世の長男にあたる従兄の名前もアーサーであるが、若くして死んでいる。アーサーの名前はマッカーサー家の家長に引き継がれるもので、三男の長男である彼は本来名乗るはずではなかったが、彼が生まれた当時は1世から3世とその息子まで全員故人で「アーサー・マッカーサー」が不在であり、父ダグラスが軍人として最高位を極めたことにより実質的にマッカーサー家の家長であったため、「アーサー」と名づけられた。
1941年、父が日本軍に敗れてマニラからコレヒドール島、次いでオーストラリアに脱出すると、アーサーも母ジーンと共に同行した。ダグラスの司令部で勤務していたE・F・ジャーメイン三等軍曹が後年著した記録に収録された、オーストラリアで彼の護衛官を務めたハロルド（階級不明）の証言によると、このころのアーサーは礼儀正しく品行方正な少年であったという。

### 少年時代

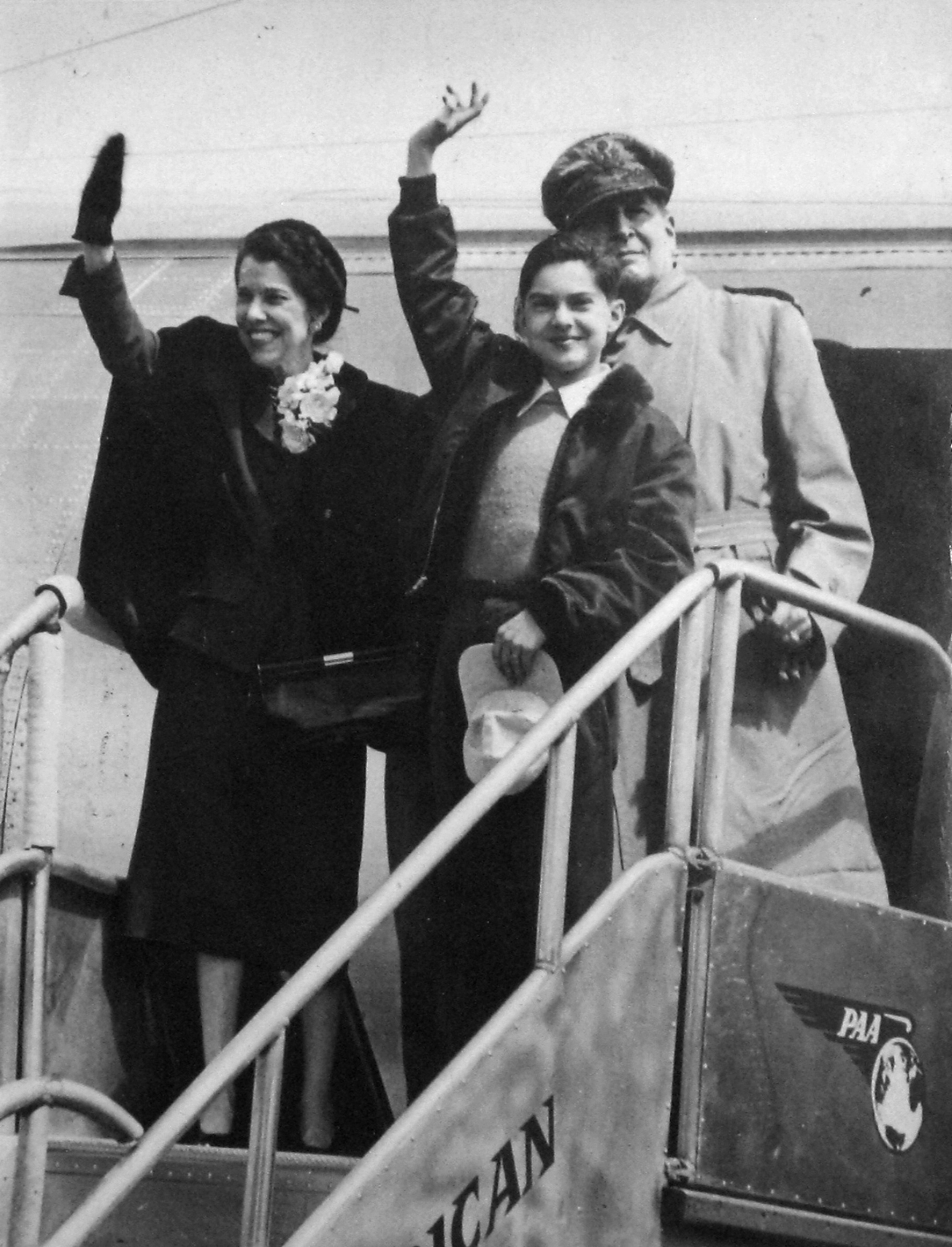
1950年、両親と共にフィリピンに戻った時の姿。パンアメリカン航空機のタラップから

1945年、アメリカが太平洋戦争に勝利し、父ダグラスは連合国軍総司令官として日本に着任した。このときアーサーも母と共に来日、在住した。同年、昭和天皇がGHQを訪れた日には大広間と続きの執務室におり、母ジーンの従者が大広間の暖炉を調整しに行く際、仕切りのカーテンを開ける役を依頼された。この年、昭和天皇からクリスマス・プレゼントとして、人形とキャンディを贈られている。アーサーのみならず、マッカーサーとジーン夫人にもプレゼントが贈られた。このほか、アメリカ大使館近くの老舗玩具店小林玩具店に足繁く通っていたというエピソードが残る。
1950年には父の権限によって横須賀から東京まで軍艦で旅行した。このときの待遇は要人並みであり、副官のS・C・ハフ大佐が警備の責任者としてつけられ、水夫は彼と話すことを認められないほどだった。少年時代には太平洋戦争の英雄、大統領候補の息子としてメディアへの露出も多かった。1978年にリトルブラウン社から発行された "American Caesar: Douglas MacArthur 1880 - 1964" には、母と共に写ったものなど多数の写真が掲載された。

### 青年時代以降
1950年代末、アーサーは名誉勲章受章者の息子として、無試験でウェストポイントに入学する権利を得たが、軍人の道を選ばず、コロンビア大学音楽科に入学し、同校を卒業するとジャズ・ピアニストとなった。後にアーサー・マッカーサーから改名したが、改名後の名前は伝わっていない。2000年代以降、ニューヨークに在住している。

## 係累
- アーサー・マッカーサー・ジュニア（2世） - 父方の祖父
- アーサー・マッカーサー3世 - 父方の伯父、アメリカ海軍大佐
- アーサー・マッカーサー（4世） - 父方の従兄（伯父の長男） - 1912年4月20日死亡、11歳没
- ダグラス・マッカーサー2世 - 父方の従兄（伯父の三男）、外交官

## 関連書籍
- William Manchester "American Caesar: Douglas MacArthur 1880 - 1964" - 778頁に掲載された索引によると、実に80頁近くに記述がある。